# Lokus (genetika)

Stavba chromozomu (schematicky) – (1) = chromatida, (2) = centromera, (3) = krátké raménko, (4) = dlouhé raménko

Lokus je pozice, kterou na chromozomu zaujímá jeden nebo více genů.

## Názvosloví
Lokus na chromozómu se zapisuje ve tvaru např. "6p21.3".
| Komponenta | Vysvětlení                                                                   |
| ---------- | ---------------------------------------------------------------------------- |
| 6          | číslo chromozomu                                                             |
| p          | krátké rameno (p z francouzského petit) chromozomu; q označuje dlouhé rameno |
| 21.3       | vlastní pozice na ramenu (oblast pruh . podpruh)                             |